# Kleinedling, Volšperk
Kleinedling je naselje v Občini Volšperk v Okraju Volšperk na Koroškem v Avstriji.